# Myripristis botche
Myripristis botche is een straalvinnige vissensoort uit de familie van eekhoorn- en soldatenvissen (Holocentridae). De wetenschappelijke naam van de soort werd voor het eerst geldig gepubliceerd in 1829 door Georges Cuvier.